# Rauhenebrach
Rauhenebrach er en kommune i Landkreis Haßberge i Regierungsbezirk Unterfranken i den tyske delstat Bayern.

## Geografi
Rauhenebrach ligger i Region Main-Rhön i Steigerwald ved floden Rauhe Ebrach (biflod til Regnitz).
I kommunen ligger landsbyerne: Fabrikschleichach (früher Glashütte), Falsbrunn, Fürnbach, Geusfeld, Karbach, Koppenwind, Obersteinbach, Prölsdorf, Schindelsee, Theinheim, Untersteinbach, Wustviel, Fabrik-Schleichacher Forst-NO og Fabrik-Schleichacher Forst-SW.
Kommunens administration ligger i Untersteinbach.

## Weblinks
- Wikimedia Commons har flere filer relateret til Rauhenebrach